# Епифановка (Самарская область)
Епифановка — село в Шигонском районе Самарской области России. Входит в состав сельского поселения Береговой.

## География
Находится на реке Балдашка, вблизи её впадения в реку Маза, на расстоянии примерно 28 километра на север-северо-запад от районного центра села Шигоны.

## История
Известна с 1859 года, в котором тогда было церковь, 259 дворов и 906 жителей. В 1896 году 196 дворов и 1044 жителя. В советское время работал колхоз «Победа» и совхоз «Новодевиченский».

## Население
| 2010 |
| ---- |
| 35   |

Постоянное население составляло 60 человек (русские 100 %) в 2002 году, 35 в 2010 году.

## Инфраструктура
Личное подсобное хозяйство с зоной сельскохозяйственного использования, индивидуальная застройка усадебного типа.
Основа экономики — сельское хозяйство.

## Достопримечательности
Мемориал Воинам, погибшим в Великой Отечественной войне.
Церковь Николая Чудотворца.

## Транспорт
Село доступно автотранспортом.
Просёлочные дороги.